# Kryptopterus piperatus
Kryptopterus piperatus es una especie de peces de la familia Siluridae en el orden de los Siluriformes.

## Distribución geográfica
Se encuentran en Indonesia.